# سلیم پازرد
سلیم پازرد یک پرنده کوچک خاکستری‌رنگ به اندازه گنجشک است.
این پرنده در شنزارهای کرانه‌ای زندگی و تغذیه می‌کند. سلیم‌های پازرد بالغ، پاهایی زرد و نارنجی دارند.